# Tutti a casa di Ron
Tutti a casa di Ron (Minor Adjustments) è una serie televisiva statunitense in 20 episodi trasmessi per la prima volta nel corso di una sola stagione dal 1995 al 1996.
È una sitcom incentrata sulle vicende professionali e familiari di Ron Aimes, uno psicologo infantile.

## Trama
Ron Aimes è uno psicologo infantile di Filadelfia sposato con Raquel da cui ha avuto due figli, Trevor, di dieci anni, e Emma, di quattro. Ron trova che il suo ruolo di padre e marito sia molto più difficile del suo ruolo professionale a causa delle continue difficoltà che incontra nell'educazione dei figli e nel rapporto con la moglie.
Ron condivide lo studio con l'odontoiatra Bruce Hampton, che sembra pensare maggiormente alla sua vita privata e ai suoi appuntamenti con le donne piuttosto che ai suoi pazienti, e con la pediatra Francine Bailey, da poco divorziata e che intende iniziare una nuova vita. Ad aiutarli nello studio è la segretaria Darby, che è anche la nipote di Bruce Hampton, la quale il più delle volte mette in difficoltà i tre professionisti a causa della sua stoltezza.

## Personaggi e interpreti
- Dottor Ron Aimes (20 episodi, 1995-1996), interpretato da Rondell Sheridan.
- Rachel Aimes (20 episodi, 1995-1996), interpretata da Wendy Raquel Robinson.
- Dottor Bruce Hampton (20 episodi, 1995-1996), interpretato da Mitchell Whitfield.
- Dottoressa Francine Bailey (20 episodi, 1995-1996), interpretata da Linda Kash.
- Darby Gladstone (20 episodi, 1995-1996), interpretata da Sara Rue.
È la sciocca segretaria dello studio dove lavorano i tre medici e nipote di Hampton.
- Trevor Aimes (20 episodi, 1995-1996), interpretato da Bobby E. McAdams II.
- Emma Aimes (20 episodi, 1995-1996), interpretata da Camille Winbush.
- Julie (5 episodi, 1995-1996), interpretata da Indigo.
- Duncan (4 episodi, 1995-1996), interpretato da Blake McIver Ewing.

### Guest star
Tra le guest star: Chaz Lamar Shepherd, Rena Riffel, Tahj Mowry, Lackey Bevis, Steve Stapenhorst, Wesley Jonathan, Sherman Hemsley, Whit Hertford, Marnette Patterson, Abraham Verduzco, Shar Jackson, Carol Kiernan, Ramsey Krull, Sal Viscuso, Blake McIver Ewing, Curtis Blanck, Christian Niles, Doug Ox, Willie Green, Victoria Hoffman, Isaac Ford, Garrett Morris, Raymond O'Connor, Drake Bell, Alan Thicke, Marianne Muellerleile, Jo Hinton, Blake Jeremy Collins, Conchata Ferrell.

## Produzione
La serie, ideata da Rondell Sheridan, fu prodotta da Ken Estin Entertainment e Warner Bros. Television e Witt/Thomas Productions e girata a Los Angeles in California. Le musiche furono composte da Wendall J. Yuponce.

### Registi
Tra i registi sono accreditati:
- Stan Lathan in 2 episodi (1995)
- Dennis Erdman
- Gary Halvorson

### Sceneggiatori
Tra gli sceneggiatori sono accreditati:
- Phil Kellard in 2 episodi (1995-1996)
- Tom Moore in 2 episodi (1995-1996)
- Noah Taft in 2 episodi (1995-1996)
- Jack Amiel
- Michael Begler
- Ken Esten
- Dwayne Johnson-Cochran
- Michelle Jones
- Deborah Pearl
- Rondell Sheridan

## Distribuzione
La serie fu trasmessa negli Stati Uniti dal 16 settembre 1995 al 4 giugno 1996 sulla rete televisiva NBC. In Italia è stata trasmessa su RaiTre con il titolo Tutti a casa di Ron.
Alcune delle uscite internazionali sono state:
- negli Stati Uniti il 16 settembre 1995 (Minor Adjustments)
- in Germania nel 1999 (Fast perfekt)
- in Italia (Tutti a casa di Ron)

## Episodi
| Stagione       | Episodi | Prima TV USA |
| -------------- | ------- | ------------ |
| Prima stagione | 20      | 1995-1996    |